# Celithemis amanda
Celithemis amanda är en trollsländeart som först beskrevs av Hagen 1861.  Celithemis amanda ingår i släktet Celithemis och familjen segeltrollsländor. Inga underarter finns listade i Catalogue of Life.